# Даниэл Кенеди
Даниэл Кенеди Пиментел Матеуш душ Сантуш (порт. Daniel Kenedy Pimentel Mateus dos Santos; род. 18 февраля 1974, Бисау) — португальский футболист, левый защитник и левый полузащитник.

## Карьера
Даниэл Кенеди родился в Португальской Гвинее. Он был назван так в честь американского президента, Джона Кеннеди. В год рождения Даниэла произошла португальская революция, которая признала независимость Гвинеи-Бисау. В результате множество семей приняло решение эмигрировать в Португалию, в том числе семья Кенеди.
Кенеди начал карьеру в клубе «Понтинья», оттуда он перешёл в молодёжный состав «Бенфики». В 1992 году Даниэл начал тренироваться с основной клуба, 29 февраля он даже попал в заявку команды на матч чемпионата с «Маритиму», но на поле не вышел. 9 января 1993 года Кенеди дебютировал в основе команды в матче с «Пасуш де Феррейра», где вышел на замену вместо Стефана Шварца на 77 минуте. Также футболист сыграл встречу в Кубке Португалии, заменив во встрече с «Аморой» Жуана Пинту. Клуб выиграл турнир, ставший первым для Кенеди в карьере. В следующем сезоне полузащитник стал играть чаще, конкурируя c Антониу Велозу: он провёл 18 игр, из которых две в Кубке кубков УЕФА. Вместе с клубом он стал чемпионом страны. 23 октября 1994 года Кенеди забил свой первый мяч за клуб: выйдя на замену на 76 минуте, он спустя 7 минут поразил ворота соперника. А всего за сезон полузащитник провёл 34 матча и забил 3 гола.
В 1996 году Кенеди перешёл во французский «Пари Сен-Жермен» в качестве свободного агента, предпочтя парижский клуб «Сампдории». В клуб его пригласил новый главный тренер команды, бразилец Рикардо Гомес. Его дебютной игрой стал матч 16 августа против «Кана». В «Сен-Жермен» футболист стал игроком основы команды, выступая на позиции левого полузащитника. Даниэл выиграл с клубом серебряные медали чемпионата и вышел в финал Кубка кубков, а также был разгромлен «Ювентусом» в Суперкубке УЕФА со счётом 6:1. Помимо того, что Кенеди так и не выиграл ни одного трофея, в течение сезона он имел повторяющиеся проблемы с весом. По окончании сезона Даниэл покинул команду, о чём позже говорил как о своей ошибке. Кенеди вернулся в Португалию, став игроком «Порту», который предоставил футболисту такие же условия как во Франции. Но в «Порту» у полузащитника игра не заладилась: он провёл за команду лишь 15 игр.
Затем футболист играл на правах аренды за испанский «Альбасете», но там сыграл лишь 3 встречи. После этого Даниэл перешёл в «Эштрелу да Амадору». В 2001 году Кенеди стал игроком клуба «Маритиму». Там он в первом сезоне сыграл 41 матч и забил 6 голов. В мае 2002 года в крови полузащитника были обнаружены следы фуросемида, который был в таблетках, употребляемых игроком для сгона веса. Из-за этого футболист, бывший в числе выбранных игроков для участия на чемпионате мира, был в последний момент отцеплен от команды. Его дисквалифицировали на 18 месяцев. После завершения дисквалификации Кенеди провёл ещё половину сезона в «Маритиму», а затем стал игроком «Браги», в которой сыграл 22 встречи. В январе 2005 года Даниэл стал игроком клуба «Академика», куда перешёл в 1,5 млн евро, но там он провёл лишь полгода.
Летом 2005 года Кенеди стал игроком кипрского АПОЭЛ, но там так и не стал игроком основного состава. В январе 2006 года он был куплен за миллион евро греческим клубом «Эрготелис». Затем он играл за клуб второго дивизиона Калитею, купивший трансфер португальца за 850 тыс. евро, «Эрготелис» (трансфер стоил 85 тыс. евро), клуб третьего дивизиона «Аякс» (400 тыс. евро) и «Перамаикос» (400 тыс. евро). В 2012 году Кенеди завершил игровую карьеру. Он начал карьеру тренерскую, работая с клубами «Синтра» и «Пиньялновенси».

## Достижения
- Обладатель Кубка Португалии: 1992/93, 1995/96, 1997/98
- Чемпион Португалии: 1993/94, 1997/98